# Burg Limburg (Baden)

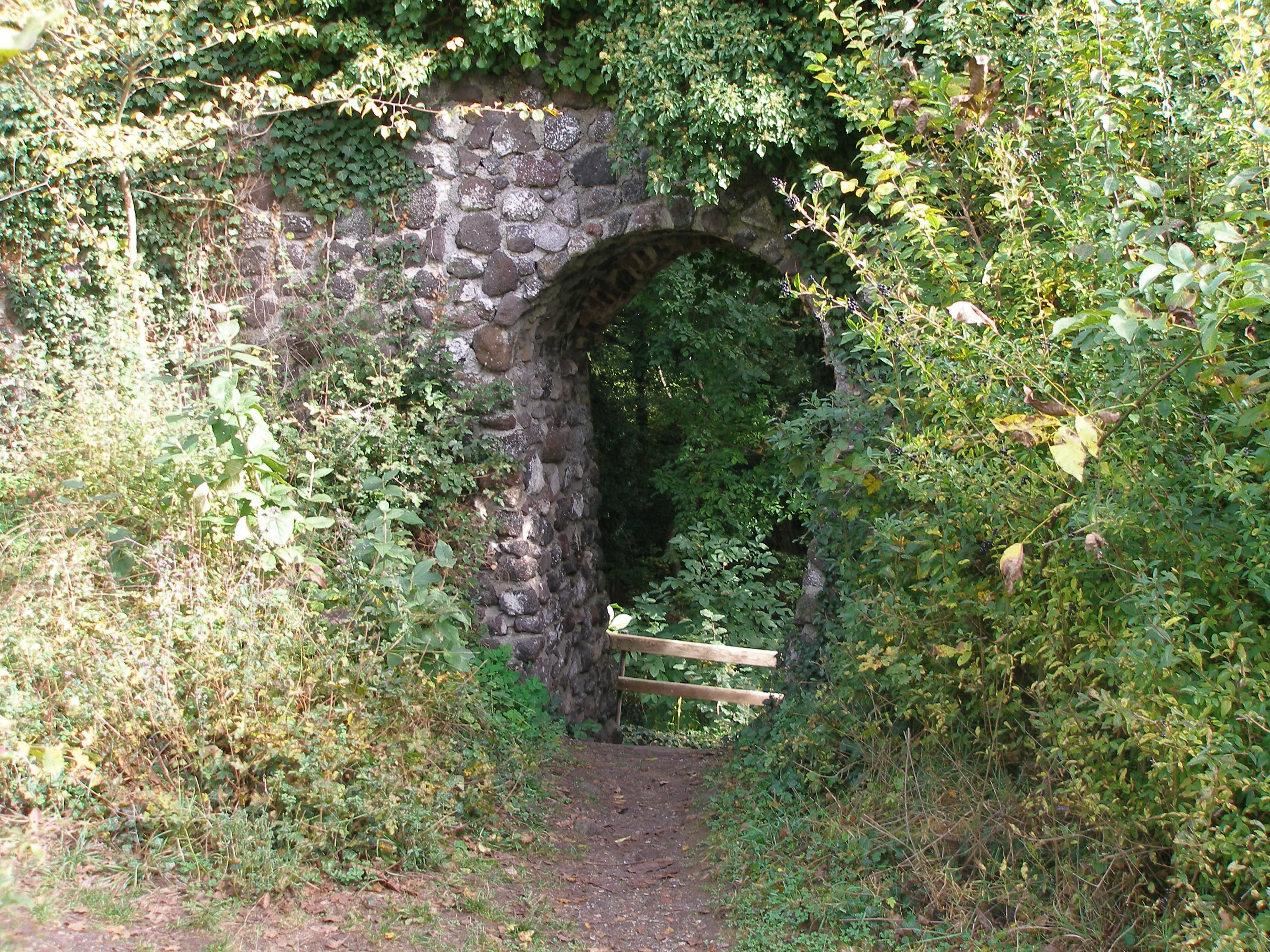
Torbogen im Osten der Anlage

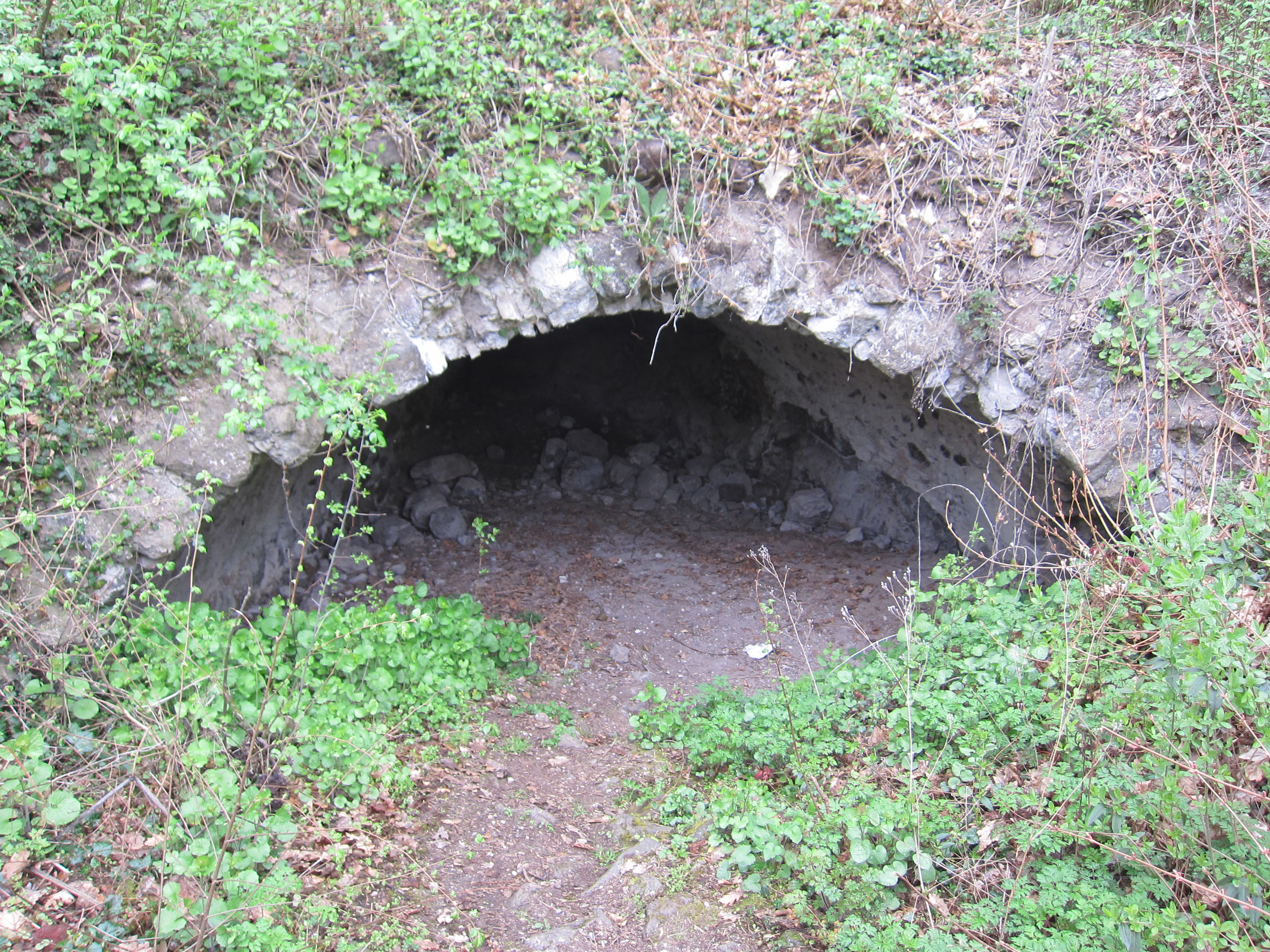
Kellergewölbe

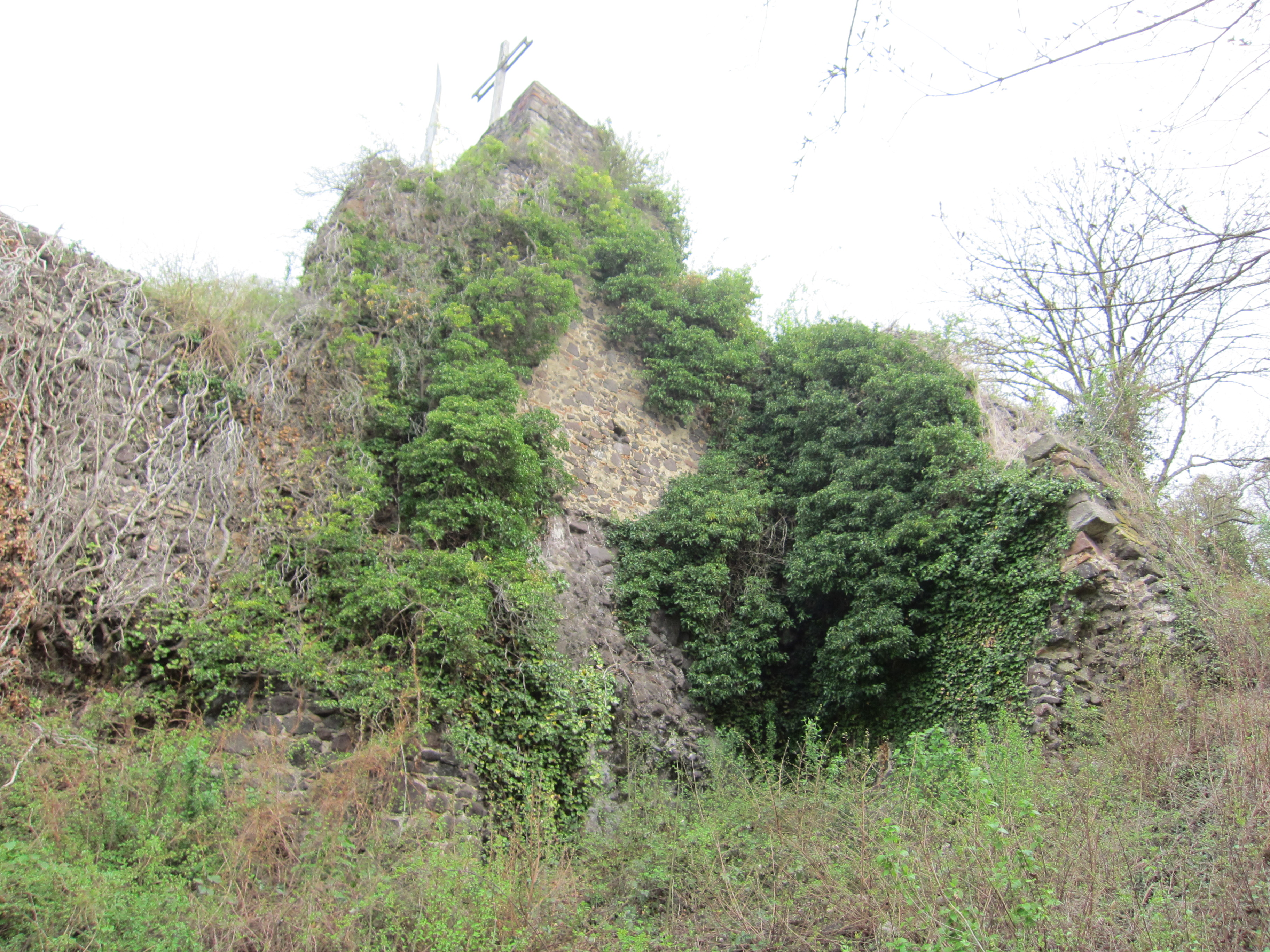
Bergfriedstumpf

Die Burg Limburg, auch Limpurg genannt, in älterer Literatur auch Burg Lindberg, ist die Ruine einer Höhenburg auf einem 272 m ü. NN hohen Ausläufer des Kaiserstuhls, dem Limberg, 40 Meter über dem Rhein auf der Gemarkung der Gemeinde Sasbach am Kaiserstuhl im Landkreis Emmendingen in Baden-Württemberg.

## Geschichte
Die Hangburg ist vermutlich der Nachfolgebau der wenige hundert Meter entfernten Alten Limburg und wurde zwischen 1215 und 1221 erstmals urkundlich erwähnt, eine weitere Erwähnung folgte als „castrum de Limberch“ 1239. Zu dieser Zeit war Heinrich von Falkenstein Vogt auf Burg Limburg. Sie ist nicht zu verwechseln mit der gleichnamigen  Burg Limburg in Schwaben, die zuvor ebenfalls im Besitz Bertholds I. von Zähringen war. Ehemalige Besitzer der Burg waren die Zähringer, Habsburger, Freiburger und 1498 bis 1590 die Grafen von Tübingen. Aus dem 16. Jahrhundert ist sie noch als bewohnbar, aus dem Jahr 1701 dann als Ruine überliefert. Im Zweiten Weltkrieg wurde die Burg 1945 bombardiert, wobei unter anderem wesentliche Teile des Bergfrieds zerstört wurden.
Die Annahme, der Geburtsort Rudolfs von Habsburg sei 1218 die Burg Limburg gewesen, ist nicht zeitgenössisch, sondern geht auf eine unbelegte Angabe bei Fugger-Birken zurück. Abt Martin Gerbert nennt in seiner lateinischen verfassten Sammlung von Briefen und Urkunden Codex epistolaris Rudolphi I., 1772 einige ältere Geschichtsschreiber zur  Plausibilität der Limburg als Geburtsort.
Die Burg kam nach den Zähringern an die Habsburger. 1215 hielt  Albrecht von Habsburg hier den Abt von Ebersmünster gefangen. Als Burgvögte werden genannt: 1231 Konrad von Bodman, 1239 Heinrich von Falkenstein, 1242 Konrad (von Falkenstein?). 1239 heiratet Gottfried von Habsburg-Laufenburg Adelheid, eine Tochter des Grafen Egino von Freiburg und überlässt ihr als Witthum die Hälfte der Burg. Egino überließ während der  Dreiwöchigen Freiburger Fehde 1281 mit König Rudolf  die Herrschaft über die Burg an Eberhardt von Habsburg und Rudolf von Habsburg-Laufenburg. Graf Rudolf von Habsburg veräußerte seinen Anteil an Kuno von Bergheim, dessen Söhne, Ludwig, Konrad und Werner verkauften im Jahr 1300 wieder Anteile an Egino von Freiburg. 1336 verbündeten sie sich mit der Stadt Freiburg, ein anderer Anteil kam an die Herren von Müllnheim. 1381 kam Johann von Müllnheim zu Richenberg in Streit mit Markgraf Hesso von Hachberg wegen der Ortschaft Ihringen, in der Folge nahm ihm der Markgraf die Rechte an der Limburg ab. Um 1480 besitzen die Pfalzgrafen von Tübingen und Lichteneck gemeinsam mit den Herren von Rathsamhausen. Nach dem Erlöschen der Tübinger (1645)  belehnte das Haus Österreich das zurückgefallene Lehen an den Kaiserlichen Kriegsrat  Franz Girardi von Kastel mit dem Dorf (Sasbach) und  der Burg Limburg.

## Beschreibung
Die Burg diente der Überwachung des Rheinübergangs und erstreckte sich über drei Terrassen, wobei sich auf der unteren ein Brunnen und mehrere Gebäude, auf der mittleren repräsentative Wohnbauten und auf der oberen ein Bergfried mit daran angelehntem Wohnbau befanden. Insgesamt umfasste der Kernbereich der Burg 40 mal 80 Meter. Die Anlage, die von einer bis zu zwei Meter dicken Mauer geschützt wurde, ist im Norden und Westen von den steilen Felsabhängen und im Süden und Osten von einem tiefen Graben umgeben. Der Zugang zur Burg lag vermutlich im Süden. Von der ehemaligen Burganlage sind noch erhebliche Teile als Mauerzüge erhalten.